# Theophano cea Bătrână
Theophano (în greacă: Θεοφανώ, Theophanō) a fost o împărăteasă a Bizanțului. Ea a fost nora lui Constantin al VII-lea Porfirogenet, soția lui Romanos al II-lea, soția lui Nicefor al II-lea Focas, amanta lui Ioan I Tzimiskes și mama lui Vasile al II-lea, Constantin al VIII-lea și a prințesei Ana Porfirogeneta, care mai târziu s-a căsătorit cu marele cneaz al Rusiei Kievene, Vladimir I. Theophano a jucat un rol important în istoria bizantină din secolul al X-lea. A fost regentă în timpul minoratului fiilor ei.

## Soția lui Romanos
Theophano a fost de origine greacă, născută în Laconia, în orașul Sparta, în anul 941. Ea este fiica unui cârciumar și a primit la botez numele de Anastasia, iar după căsătoria cu împăratul Roman al II lea din anul 956 și-a luat numele de Theophano, după numele unei alte împărătese care a fost doamna lui Leon al VI lea și a aparținut tot dinastiei macedonene.
Nu se știe foarte bine cum a apărut această împărăteasă. Cronicarii curții, cu grijă de bunul renume al dinastiei, afirmă cu gravitate că era dintr-o familie foarte veche și foarte nobilă și că împăratul și soția lui au simțit o bucurie nespusă de a fi descoperit pentru fiul lor o soție de o sorgintă atât de bună. Dacă trebuie să-i credem pe istoricii mai puțin binevoitori casei de Macedonia, originea viitoarei basilissa ar fi fost infinit mai modestă. Tatăl ei, Crateros, de origine laconiană, era un plebeu obscur, care ținea o cârciumă într-o mahala a capitalei:  înainte de căsătorie ea se numea Anastasia și mai familiar chiar Anastaso; și numai apropiindu-se de tron a primit numele mai sunător de Theophano, pentru a arăta, spun panegiriștii săi, „că fusese aleasă de Dumnezeu”.
Era de o frumusețe ieșită din comun, conform cronicarilor acelor vremuri. Îndată după căsătorie, în anul 958, tânăra femeie dădu soțului ei un fiu, care va fi Vasile al II-lea și prin aceasta ea își întări situația la curte și-și mări influența în palat. 
Când în luna octombrie 959, Constantin VII-lea muri, Theophano se urcă pe tron, împreună cu Roman al II-lea. Ea avea atunci 18 ani și tânărul împărat 21 de ani. Odată ajunsă pe tron Theophano îi inlătură pe toți intimii domniei precedente, tot personalul de rang înalt schimbat; dar cea dintâi grijă a tinerei împărătese, când se văzu stăpână suverană în palat, fu de a îndepărta pe soacra ei, basillisa Elena și pe cele 5 surori ale lui Roman al II-lea.

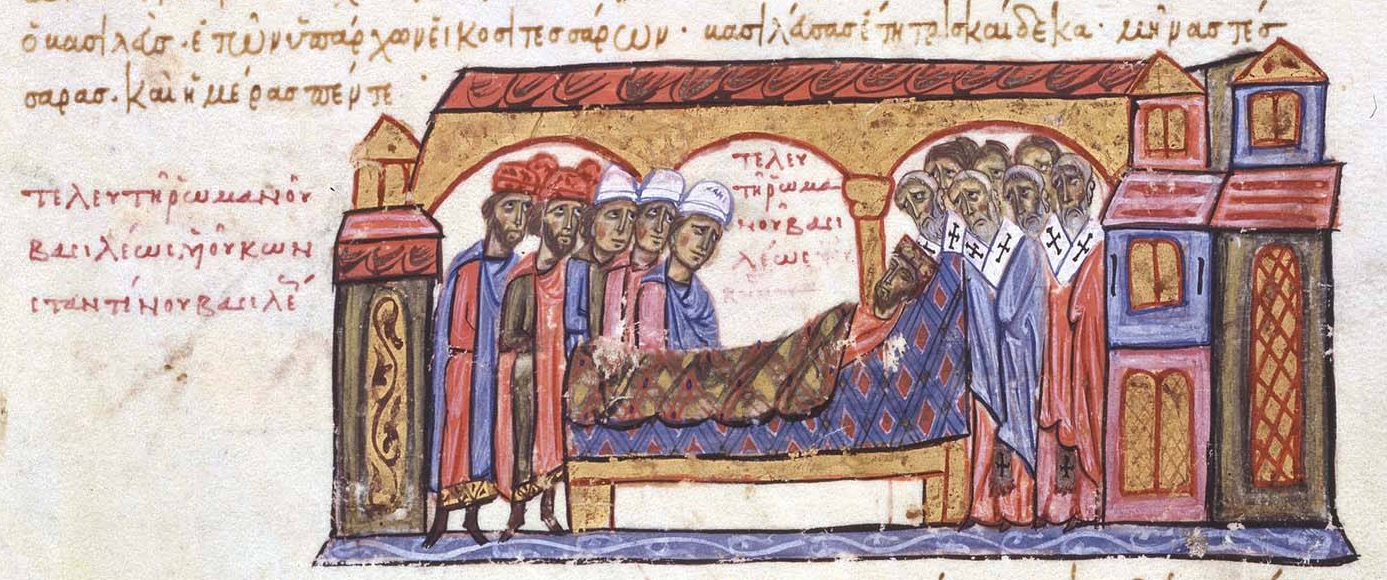
Moartea lui Romanos

Acestea erau niște prințese încântătoare, care fuseseră crescute admirabil de un tată ce le adora. Sub domnia lui Constantin al VII-lea ele fuseseră chiar amestecate adeseori în conducerea afacerilor politice: una dintre ele, Agata, preferata bătrânului împărat, îi servea adesea de secretară și birourile ca si funcționarii cunoșteau trecerea de care se bucura. Acest lucru nu putea să îi placă Theophanei. Astfel, prin ordinul pe care ea îl smulse slăbiciunii lui Roman al II-lea, cele 5 surori ale suveranului fură invitate să intre într-o mânăstire. Zadarnic se rugă mama lor pentru ele; zadarnic, ținându-se strâns îmbrățișate, tinerele fete cereau, plângând, îndurare. Nimic nu folosi. Numai basilissa Elena fu autorizată să rămână în palat, unde muri trist câteva luni mai târziu. Fiicele sale trebuiră să asculte de voința neîndurată care le aruncă în mânăstire și, cu o asprime rafinată, ele fură despărțite una de alta. Zadarnic prințesele se răsculară pentru ultima oară. Când patriarhul Polyeuct puse să li se taie părul, când li se dădu haine de călugărițe, ele protestară, rupseră veștmintele de dimie și cerură să mănânce carne în fiecare zi. Până la urmă, Roman al II-lea dădu ordin să li se lase același fel de trai pe care-l avuseseră în Palatul Sacru.
Dar ele erau pentru totdeauna moarte pentru lume și Theophano triumfa. 
Având în vedere acest comportament al Theophanei, unii cronicari s-au gândit și la faptul că Roman al II-lea ar fi putut muri otrăvit chiar de mâna împărătesei.

## Soția lui Nicefor al II-lea Focas

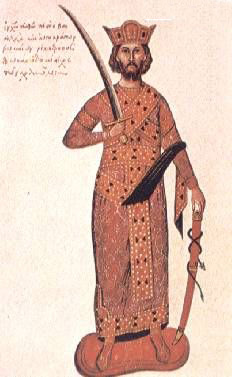
Nicefor al II-lea Focas

Pe 15 martie 963, împăratul Romanos al II-lea a murit în mod neașteptat, la vârsta de 26 de ani. Zvonurile cum că Theophano îl otrăvise începuse să circule prin oraș, cu toate că ea nu a avut nimic de câștigat din această acțiune și se aflase în pat de 48 de ore, luptându-se să dea naștere Annei Porphyrogenita, atunci când împăratul a murit. Fiii lor, Vasile al II-lea și Constantin al VIII-lea, de doar cinci și trei ani, au fost moștenitorii tronului, iar Theophano a fost numită regentă. Ascensiunea ereditară era o chestiune de tradiție, și nu o lege în Imperiu, iar ea și-a dat seama că pentru a-și proteja copiii și poziția, avea nevoie de un protector. Trecând peste un stol de pretendenți printre curtenii Constantinopolului, ea a făcut o alianță cu Nicefor al II-lea Focas. Nicefor, un ascet respingător fizic, care avea de două ori vârsta ei, era cel mai mare erou al Imperiului la momentul respectiv, cucerind Creta, Cipru, Cilicia și Aleppo. În schimb pentru mana ei, Nicefor și-a luat angajamentul de a-i proteja copiii și interesele lor. Din moment ce armata deja îl proclamase pe Nicefor ca împărat în Cezareea, el a intrat în Constantinopol pe 15 august, a rupt rezisetnța lui Joseph Bringas (un oficial eunuc care devenise consilierul șef al lui Romanos), iar la 16 august a fost încoronat în Hagia Sofia. După încoronare, el s-a căsătorit cu Theophano.
Căsătoria a provocat unele opoziții printre clerici, din moment ce Nicefor era deja nașul unuia sau mai multor copii ai Împărătesei, facând ca relația spirituală dintre ei să fie interzisă. De asemenea, trebuie remarcat faptul că Biserica Ortodoxă recunoștea a doua căsătorie. Situația a fost agravată de vrăjmașul conservator, Patriarhul Polieuct. Acesta i-a interzis lui Nicefor să sărute sfântul altar, pe motiv că trebuie să efectueze mai întâi o penitență pentru contractarea căsătoriei. Privind problema rolului său în calitate de naș, Nicefor a organizat un consiliu unde a declarat că, din moment ce normele relevante  au fost pronunțate de către Constantin al V-lea, nu aveau niciun efect. Polieuct nu a acceptat acest consiliu ca fiind legitim și a procedat prin excomunicarea lui Nicefor și nu avea să se dea bătut până ce Nicefor nu o înlătura pe Theophano. Ca răspuns, Bardas Fokas și o altă persoană au depus mărturie cum că Nicefor nu era, de fapt, nașul copiiilor lui Theophano, făcându-l pe Polieuct să cedeze și să-i permită lui Nicefor să intre în biseică și să o păstreze pe Theophano ca soție.
Stilul militar aspru al lui Nicefor s-a dovedit contraproductiv în diplomație și la curte. Curând, Imperiul se afla în război pe mai multe fronturi, taxele grele erau necesare pentru a sprijini războaiele și deveniseră nepopulare pe o scară largă, iar acestea au conincis cu câțiva ani când recoltele erau slabe. Când împăratul a încercat să ușureze suferința prin limitarea averilor din mănăstiri, fapta sa a dus la înstrăinarea bisericii. La scurt timp, începuse să se răspândească o conspirație pentru eliminarea împăratului. În noaptea de 10 spre 11 decembrie 969, nepotul lui, Ioan I Tzimiskes, a traversat Bosforul pe furtună și a intrat în camerele imperiale, unde și-a ucis unchiul.
Tzimiskes era un bărbat arătos și irezistibil de fermecător iar legenda spune că el și Theophano erau amanți. Oricare ar fi fost cazul, conspirația împotriva lui Nicefor a fost larg răspândită și se pare că soția și nepotul său au ajuns la o înțelegere. În noaptea asasinării, Theophano a părăsit în mod suspicios dormitorul imperial, lăsând ușa larg deschisă.

## Prăbușirea
Tzimiskes propusese să se căsătorească cu Theophano. Cu toate acestea, împărăteasa era mult prea afectată de bârfe și zvonuri. Patriarhul Polyeuktos a refuzat să efectueze încoronarea dacă Ioan nu avea să-i pedepsească pe cei care au asistat la asasinare, a elimitat-o pe împărăteasă de la curte și a abrogat toate decretele prodecesorului său, care intrau în contradicție cu interesele bisericii. Ioan a considerat că legitimitatea sa va fi mai bine consolidată prin aprobarea bisericii decât prin logodna cu împărăteasa nepopulară și a fost de acord cu cererile patriarhului. Theophano a fost trimisă în exil pe insula Prinkipio (uneori cunoscută sub numele de Prote).